# Jerry Holman
Jerry Holman, né le 18 décembre 1979, est un ancien joueur américain de basket-ball. Il évolue au poste de pivot.

## Palmarès
- Champion USBL 2004